# Blei(II)-selenat
Blei(II)-selenat ist eine anorganische chemische Verbindung des Bleis aus der Gruppe der Selenate.

## Vorkommen
Blei(II)-selenat kommt natürlich in Form des Minerals Kerstenit vor.

## Gewinnung und Darstellung
Bleiselenat kann durch eine Reaktion eines löslichen Bleisalzes, wie z. B.: Bleinitrat Pb(NO3)2 mit einem löslichen Selenat, z. B.: Natriumselenat gewonnen werden, wobei das schwerlösliche Bleiselenat ausfällt:
{\displaystyle \mathrm {Pb(NO_{3})_{2}\ +Na_{2}SeO_{4}\rightarrow PbSeO_{4}\downarrow +\ 2\ NaNO_{3}} }

## Eigenschaften
Blei(II)-selenat ist ein farbloser Feststoff, der praktisch unlöslich in Wasser ist. Er zersetzt sich bei Erhitzung ab 500 °C. Er besitzt eine orthorhombische Kristallstruktur mit der Raumgruppe Pnma (Raumgruppen-Nr. 62) (andere Quelle Raumgruppe P21/n (Raumgruppen-Nr. 14, Stellung 2)).